# Luboń
Luboń (udtale: [ˈlubɔɲ], tysk: Luban) er en by i den centrale  del af  voivodskabet Storpolen i  det vestlige centrale del af Polen. Byen   har 33.024(2021) indbyggere og et areal på	13,52  km², og er administrationsby  i  powiatet Poznań. Byen blev etableret  i 1954 ved en sammenlægning af tre tidligere landsbyer:  Luboń, Żabikowo og Lasek.

## Historie
Den ældste kendte omtale af Luboń går tilbage til 1316, mens Żabikowo blev nævnt i 1283, og Lasek blev grundlagt i 1756. Alle tre landsbyer var en del af provinsen Storpolen i  Kongeriget Polens krone indtil  Polens anden deling i 1793, hvor de blev annekteret af Preussen. Den blev en del af Polen igen i 1807, og en del af  det kortvarige Hertugdømmet Warszawa, og i 1815 blev det igen annekteret af Preussen.
Fra 1856 gik en jernbanelinje, der forbinder Poznań med Wrocław gennem det nuværende Luboń. I 1870 blev der oprettet et landbrugsskole (Wyższa Szkoła Rolnicza) i Żabikowo, som et polsk kollegium, og blev tvunget til at lukke i 1876 som følge af de tyske myndigheders antipolske politik. Fra 1871 blev den en del af Tyskland, Tyskerne anlagde  nye fabrikker i Luboń og indledte tysk kolonisering efter 1905 for at ændre dens etniske sammensætning. Efter Første Verdenskrig genvandt Polen uafhængighed i 1918 og Luboń blev reintegreret med Polen.

## Gallery
- Johan Paul 2.s Skole No.5
- Floden Warta i Luboń
- Sædemanden (Pomnik Siewcy), skabt af Marcin Rożek
- Aldrig Mere Krig monument ved siden af det  Nazityske fængsel  Żabikowo